# Bistum Bắc Ninh
Das Bistum Bắc Ninh (lateinisch Dioecesis Bacninhensis, vietnamesisch Giáo phận Bắc Ninh) ist eine in Vietnam gelegene römisch-katholische Diözese mit Sitz in Bắc Ninh.

## Geschichte
Papst Leo XIII. gründete das Apostolische Vikariat Nordtonking am 1. Juni 1883 aus Gebietsabtretungen des Apostolischen Vikariats Osttonking. Am 31. Dezember 1913 verlor es einen Teil seines Territoriums zugunsten an die Apostolische Präfektur Lang Son und Cao Bang.
Am 3. November 1924 bekam es einen Teil des Apostolischen Vikariat Yunnan und nahm den Namen Apostolisches Vikariat Bắc Ninh an. Mit der Apostolischen Konstitution Venerabilium Nostrorum wurde es am 24. November 1960 zum Bistum erhoben.

## Ordinarien

### Apostolische Vikare von Nordtonking
- Antonio Colomer OP (1. Juni 1883 – 7. Februar 1902)
- Maximino Velasco OP (7. Februar 1902 – 9. Juli 1925)
- Gordaliza Teodoro Sánchez OP (7. Juli 1916 – 3. Dezember 1924)

### Apostolische Vikare von Bắc Ninh
- Gordaliza Teodoro Sánchez OP (3. Dezember 1924 – 14. Oktober 1931)
- Eugenio Artaraz Emaldi OP (14. Juni 1932 – 19. Dezember 1947)
- Dominique Hoàng-van-Doàn OP (12. März 1950 – 1955)

### Bischöfe von Bắc Ninh
- Paul Joseph Phạm Đình Tụng (5. April 1963 – 23. März 1994, dann Erzbischof von Hanoi)
- Joseph Marie Nguyên Quang Tuyên (23. März 1994 – 23. September 2006)
- Cosme Hoàng Van Dat SJ (4. August 2008 – 17. Juni 2023)
- Joseph Đỗ Quang Khang (seit 17. Juni 2023)